# Michael Lohr
Michael Lohr (* 23. září 1591 Marienberg - † 17. února 1654 Drážďany) byl německý skladatel.
Nejprve byl učitelem v Rochlitzu a od roku 1625 do své smrti roku 1654 učil v Drážďanech. Od Lohra jsou dochovány „Newe teutzsche Kirchen Gesänge“ a latinská motetta. „Gesänge“ jsou pozoruhodné pro své rané Basso continuo.